# Ancyla brevis
Ancyla brevis är en biart som beskrevs av Dours 1873. Ancyla brevis ingår i släktet Ancyla och familjen långtungebin. Inga underarter finns listade i Catalogue of Life.